# Талица (Барановское сельское поселение)
Талица — деревня в Буйском районе Костромской области. Входит в состав Барановского сельского поселения.

## География
Находится в западной части Костромской области на расстоянии приблизительно 8 км на северо-восток по прямой от районного центра города Буй.

## История
В 1872 году здесь было учтено 8 дворов, в 1907 году — 17.

## Население
Постоянное население составляло 63 человека (1872 год), 88 (1897), 110 (1907), 1 в 2002 году (русские 100 %), 1 в 2022.